# Biblioteca Històrica de la Universitat de València
La Biblioteca Històrica de la Universitat de València és una institució amb arrels que es remunten al 1785, quan l’insigne valencià Francesc Pérez Baier va donar la seva col·lecció de llibres a la Universitat de València. Aquesta generosa contribució va ser el punt de partida per a la formació d’una «llibreria universitària», que es va inaugurar oficialment el 1788 sota el rectorat de Vicent Blasco García.
Seguint l’exemple de Pérez Baier, altres catedràtics també van oferir les seves biblioteques personals, contribuint a l’expansió del fons bibliogràfic inicial. Malauradament, aquest patrimoni fundacional va patir una gran pèrdua durant la Invasió Napoleònica, quan una bomba va impactar l’edifici de la Universitat i va provocar un incendi que va destruir la major part de la col·lecció original.
Després de la destrucció inicial, la biblioteca va renéixer gràcies a les donacions de rectors, catedràtics i patricis, com el mateix Vicent Blasco, Domènec Mascarós o Salvador Perellós, i a una política activa de compres. També es va nodrir amb llibres de convents suprimits per la desamortització de Mendizábal, destacant el fons del monestir de Sant Miquel dels Reis. Posteriorment, s'hi van afegir llegats significatius, com els de Marià Liñán, el marquès de Dosaigües, Vicent Hernández Máñez i Josep Maria Moles, entre d'altres. La seva col·lecció s'ha enriquit amb fons provinents del Ministeri de Foment, el duc d'Osuna, i llibres requisats durant la Guerra Civil. La biblioteca manté una política activa d'adquisició d'obres antigues valencianes i de referència.

## Patrimoni Històric de la Biblioteca
La Biblioteca Històrica conserva una col·lecció extensa i variada de materials de gran valor històric i cultural. Entre els seus fons destaca una rica selecció de manuscrits, incloent els provinents de Sant Miquel dels Reis i textos teològics i històrics dominicans. La col·lecció d'incunables inclou uns 350 volums, molts d'ells impresos a Itàlia i altres països europeus, amb obres significatives com Tirant lo Blanc de Joanot Martorell i altres títols impresos a València. Els cartells de la Guerra Civil, una part destacada de la col·lecció, reflecteixen l’estètica i propaganda de l’època, creats per artistes com Renau i Ballester. La hemeroteca inclou una àmplia selecció de premsa valenciana i revistes, com el Journal des Sçavans i La Ilustración española y americana. Pel que fa als mapes, la biblioteca conserva una valuosa col·lecció amb materials des del segle xv fins al segle xx, incloent obres com el Theatrum Orbis Terrarum d'Abraham Ortelius i mapes locals com el plànol de València del pare Tosca. A més, el fons de monedes, medalles i camafeus compta amb més de 11.000 monedes i una destacada col·lecció d'anells i camafeus romans. Tots aquests fons han estat objecte d'estudi per experts com Rafael Arroyo i Sabina Asins.